# LaTeX Project Public License
LaTeX Project Public License (LPPL) — это лицензия на программное обеспечение, изначально написанная для системы LaTeX. Программное обеспечение, распространяемое на условиях LPPL, может рассматриваться как свободное программное обеспечение, однако, не является копилефтным.
Помимо базовой системы LaTeX, LPPL также используется для большинства сторонних пакетов LaTeX. Программные проекты, отличные от LaTeX, редко используют его.

## Уникальные особенности лицензии
LPPL выросла из оригинальной лицензии Дональда Кнута для TeX, в которой говорится, что исходный код TeX можно использовать для любых целей, но построенная с ним система может быть названа только «TeX», если она строго соответствует её канонической программе. Побуждением для этого условия было обеспечение того, чтобы документы, написанные для TeX, были читаемы в обозримом будущем — и, действительно, TeX и его расширения будут компилировать документы, написанные с начала 1980-х годов, для получения вывода точно так, как предполагалось. Цитируя Фрэнка Миттельбаха, главного автора лицензии: «LPPL пытается сохранить тот факт, что что-то вроде LaTeX это язык, который используется для связи, то есть, если вы пишете документ LaTeX, вы ожидаете, что сможете отправить его мне и он будет работать на моей стороне так же, как и на вашей».
Самой необычной частью LPPL — и равно самой противоречивой — раньше было пункт об имени файла: «Вы не должны распространять измененный файл с именем файла исходного файла». Эта особенность заставила некоторых отрицать, что LPPL является лицензией свободного программного обеспечения. В частности, сообщество Debian рассматривало в 2003 году возможность исключения LaTeX из дистрибутива из-за этого.
Однако, версия 1.3 LPPL ослабила это ограничение. Теперь необходимо только, чтобы измененные компоненты идентифицировали себя «четко и недвусмысленно» как измененные версии, как в источнике, так и при вызове в каком-то интерактивном режиме. Однако изменение названия произведения по-прежнему рекомендуется.
Чтобы обеспечить непрерывность проекта в случае, когда владелец авторских прав больше не желает сопровождать произведение, сопровождение может передаваться другому (или от сопровождающего к сопровождающему). Это может быть объявлено владельцем авторских прав или, в случае, если связаться с владельцем авторских прав стало невозможно, лицом, перенимающим сопровождение, с трехмесячным промежутком после их публичного намерения взять на себя сопровождение. Пункт об изменении, рассмотренный выше, не выполняется для текущего сопроводителя произведения.

## Владельцы авторских прав
Проект LaTeX владеет авторским правом на текст LPPL, но он не обязательно владеет авторским правом на произведение, выпущенное под LPPL. Автор произведения владеет авторским правом на произведение и несет ответственность за нарушения лицензии (или нет).
В отличие от работ, выпущенных под LPPL, сама LPPL не является свободно модифицируемой. Хотя копирование и распространение разрешены, изменение текста LPPL — нет. Однако его можно использовать как модель для других лицензий, если они не ссылаются на LPPL.